# Stadio di São Luís
Lo Stadio di São Luís (pt. Estádio de São Luís) è uno stadio di calcio situato a Faro, in Portogallo.
Lo stadio fu inaugurato a maggio del 1923 e ha una capienza di 7 000 posti. Ospita le partite interne del Farense.

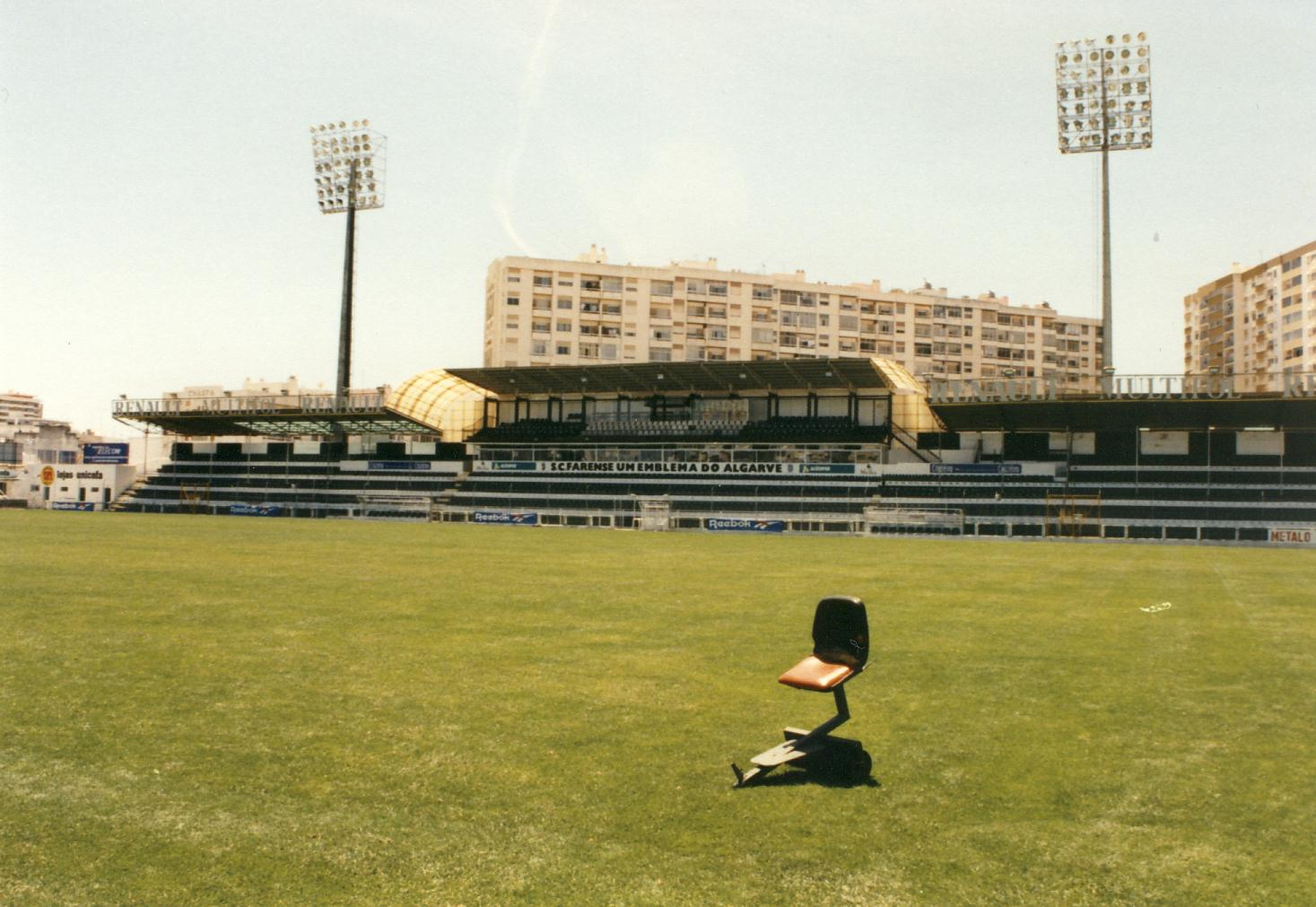
La tribuna principale dello stadio nell'estate 1997